# Волкова, Евгения Дмитриевна
Евге́ния Дми́триевна Во́лкова (урождённая Селедцова; 19 октября 1987, Челябинск-65, РСФСР, СССР) — российская биатлонистка, серебряный призёр Чемпионата Европы по биатлону 2012 в эстафете. Мастер спорта России по биатлону (2007).

## Биография
На чемпионате мира среди юниоров 2006 года в Преск-Айле выступала среди 19-летних спортсменок. В эстафете в составе сборной России стала второй вместе с Ольгой Вилухиной и Ириной Максимовой, а в личных видах была 19-й, 28-й и 35-й. В сезоне 2007/08 принимала участие в юниорском Кубке IBU, несколько раз попадала в топ-10, в том числе на этапе в Турсбю стала второй в спринте и победила в пасьюте. Участница юниорского чемпионата Европы 2008 года, где стала 11-й в спринте и 13-й в пасьюте.
На чемпионате Европы 2012 года стала второй в эстафете вместе с Анастасией Загоруйко, Александрой Аликиной и Екатериной Шумиловой. Также участвовала в индивидуальной гонке, где заняла 19-е место.
В сезонах 2013/14 и 2014/15 участвовала в Кубке IBU, несколько раз попадала в топ-10, а в спринте на этапе в Бейтостолене одержала победу.
В Кубке мира дебютировала 18 декабря 2014 года в спринтерской гонке, заменив другую дебютантку этого сезона Ольгу Якушову. Всего в сезоне 2014/15 приняла участие в пяти гонках, лучшим результатом стало 31-е место в спринте на этапе в Рупольдинге. В финальной классификации сезона заняла 83-е место.
На внутренних соревнованиях представляла ХМАО и Мордовию. Неоднократный призёр чемпионата России, в том числе серебряный в 2008 году в эстафете, в 2012 году в спринте, в 2013 году в командной гонке и эстафете, в 2014 году в спринте; бронзовый — в 2011 году в смешанной эстафете, в 2013 году в патрульной гонке, в 2014 году в гонке преследования и эстафете.
В 2015 году завершила карьеру.

## Результаты выступлений в Кубке мира
| \| 2014/2015 Итоги \| 2014/2015 Итоги \| Эстерсунд \| Эстерсунд \| Эстерсунд \| Эстерсунд \| Хохфильцен \| Хохфильцен \| Хохфильцен \| Поклюка \| Поклюка \| Поклюка \| Оберхоф \| Оберхоф \| Оберхоф \| Рупольдинг \| Рупольдинг \| Рупольдинг \| Антхольц \| Антхольц \| Антхольц \| Нове Место \| Нове Место \| Нове Место \| Нове Место \| Холменколлен \| Холменколлен \| Холменколлен \| ЧМ Контиолахти \| ЧМ Контиолахти \| ЧМ Контиолахти \| ЧМ Контиолахти \| ЧМ Контиолахти \| ЧМ Контиолахти \| Ханты-Мансийск \| Ханты-Мансийск \| Ханты-Мансийск \| \| Очков \| Место \| См \| Инд \| Спр \| Пр \| Спр \| Эст \| Пр \| Спр \| Пр \| МС \| Эст \| Спр \| МС \| Эст \| Спр \| МС \| Спр \| Пр \| Эст \| Сусм \| См \| Спр \| Пр \| Инд \| Спр \| Эст \| См \| Спр \| Пр \| Инд \| Эст \| МС \| Спр \| Пр \| МС \| \| 11 \| 86 \| — \| — \| — \| — \| — \| — \| — \| 46 \| 40 \| — \| — \| 41 \| — \| — \| 31 \| — \| 77 \| — \| — \| — \| — \| — \| — \| — \| — \| — \| — \| — \| — \| — \| — \| — \| — \| — \| — \| |                 |           |           |           |           |            |            |            |         |         |         |         |         |         |            |            |            |          |          |          |            |            |            |            |              |              |              |                |                |                |                |                |                |                |                |                |
| Инд — индивидуальная гонка Пр — гонка преследования Спр — спринт МС — масс-старт Эст — эстафета См — смешанная эстафета DNS — спортсмен был заявлен, но не стартовал DNF — спортсмен стартовал, но не финишировал DSQ — спортсмен финишировал, но дисквалифицирован LAP — спортсмен по ходу гонки (для гонок преследования и масс-стартов) отстал от лидера более чем на круг и был снят с трассы — — спортсмен не участвовал в этой гонке |                 |           |           |           |           |            |            |            |         |         |         |         |         |         |            |            |            |          |          |          |            |            |            |            |              |              |              |                |                |                |                |                |                |                |                |                |
| 2014/2015 Итоги | 2014/2015 Итоги | Эстерсунд | Эстерсунд | Эстерсунд | Эстерсунд | Хохфильцен | Хохфильцен | Хохфильцен | Поклюка | Поклюка | Поклюка | Оберхоф | Оберхоф | Оберхоф | Рупольдинг | Рупольдинг | Рупольдинг | Антхольц | Антхольц | Антхольц | Нове Место | Нове Место | Нове Место | Нове Место | Холменколлен | Холменколлен | Холменколлен | ЧМ Контиолахти | ЧМ Контиолахти | ЧМ Контиолахти | ЧМ Контиолахти | ЧМ Контиолахти | ЧМ Контиолахти | Ханты-Мансийск | Ханты-Мансийск | Ханты-Мансийск |
| Очков | Место           | См        | Инд       | Спр       | Пр        | Спр        | Эст        | Пр         | Спр     | Пр      | МС      | Эст     | Спр     | МС      | Эст        | Спр        | МС         | Спр      | Пр       | Эст      | Сусм       | См         | Спр        | Пр         | Инд          | Спр          | Эст          | См             | Спр            | Пр             | Инд            | Эст            | МС             | Спр            | Пр             | МС             |
| 11 | 86              | —         | —         | —         | —         | —          | —          | —          | 46      | 40      | —       | —       | 41      | —       | —          | 31         | —          | 77       | —        | —        | —          | —          | —          | —          | —            | —            | —            | —              | —              | —              | —              | —              | —              | —              | —              | —              |

## Статистика

### Юниорская и молодёжная сборная
| Год  | Место проведения        | Возраст | Инд | Спр | Пр | Эст |
| ---- | ----------------------- | ------- | --- | --- | -- | --- |
| 2006 | ЧМ Преск-Айл            | U19     | 35  | 19  | 28 | 2   |
| 2008 | ЧЕ Нове-Место-на-Мораве | U21     | —   | 11  | 13 | —   |
| 2012 | ЧЕ Осрблье              | U26     | 19  | —   | —  | 2   |

## Личная жизнь
Вышла замуж за биатлониста Алексея Волкова. 10 октября 2015 года у них родилась дочь Арина, а 10 января 2020 года сын Артём.